# Wisch (Holsten)
 For alternative betydninger, se Wisch. (Se også artikler, som begynder med Wisch)
Wisch er en by og kommune i det nordlige Tyskland, beliggende i Amt Probstei i den nordlige del af Kreis Plön. Kreis Plön ligger i den østlige/centrale del af delstaten Slesvig-Holsten.

## Geografi
Wisch er beliggende ved Østersøen omkring 17 km nordøst for Kiel. Bundesstraße 502 fra Kiel mod Schönberg (Holsten) går gennem kommunen. Kommunen har en knap fire km lang naturstrand, der er en del af rekreationsområdet Kolberger Heide.